# Pohrebeni
Pohrebeni è un comune della Moldavia situato nel distretto di Orhei di 3.004 abitanti al censimento del 2004

## Località
Il comune è formato dall'insieme delle seguenti località (popolazione 2004):
- Pohrebeni (2.133 abitanti)
- Izvoare (364 abitanti)
- Şercani (507 abitanti)